# Jane Arnold
Jane Arnold Morgan es una profesora de lenguas extranjeras.

## Biografía
Hizo sus primeros estudios universitarios en Estados Unidos, donde obtuvo la licenciatura en Artes en el Occidental College de Los Ángeles en 1966, y la maestría en la Universidad de Nueva York en 1968, dentro del programa con la Universidad Complutense de Madrid. En 1978 se licenció por la Universidad de Salamanca y en 1985 se doctoró por la Universidad de Sevilla defendiendo la tesis La mujer y la sociedad en las novelas de Edith Wharton.
Entre 1979 y 1983 fue profesora en el IES Enrique Nieto de Melilla y entre 1983 y 1987, en el IES Antonio Domínguez Ortiz de Sevilla. Desde 1987 hasta 2016 fue docente en la Universidad de Sevilla, en la que ocupó la cátedra de Metodología de la Enseñanza de Lenguas a partir de 2001.
Sus trabajos de investigación se centran en los factores afectivos en el aprendizaje de lenguas, incluyendo la motivación, la autonomía y la autoestima.
Fue directora académica de Language and Cultural Encounters-LCE, a través del cual se organizaban cursos de español para extranjeros en la Universidad de Sevilla, y fue creadora y coordinadora de Enele, el Encuentro de formación del profesorado de español, que tenía lugar durante una semana cada mes de julio en la Universidad de Cádiz. Pertenece al comité de redacción de varias revistas científicas,  como Porta Linguarum. Ha dado conferencias y talleres en muchos países y ha colaborado con el Instituto Cervantes y la Universidad Internacional Menéndez Pelayo.